# Codonopsis efilamentosa
Codonopsis efilamentosa är en klockväxtart som beskrevs av William Wright Smith. Codonopsis efilamentosa ingår i släktet Codonopsis, och familjen klockväxter. Inga underarter finns listade i Catalogue of Life.